# Uragano Eta
L'uragano Eta è stato un uragano atlantico di categoria 4 che ha causato ingenti danni e vittime nell'America centrale. È stato il secondo uragano più intenso mai registrato nel mese di novembre, dietro solo all'uragano "Cuba" del 1932.

## Storia della tempesta

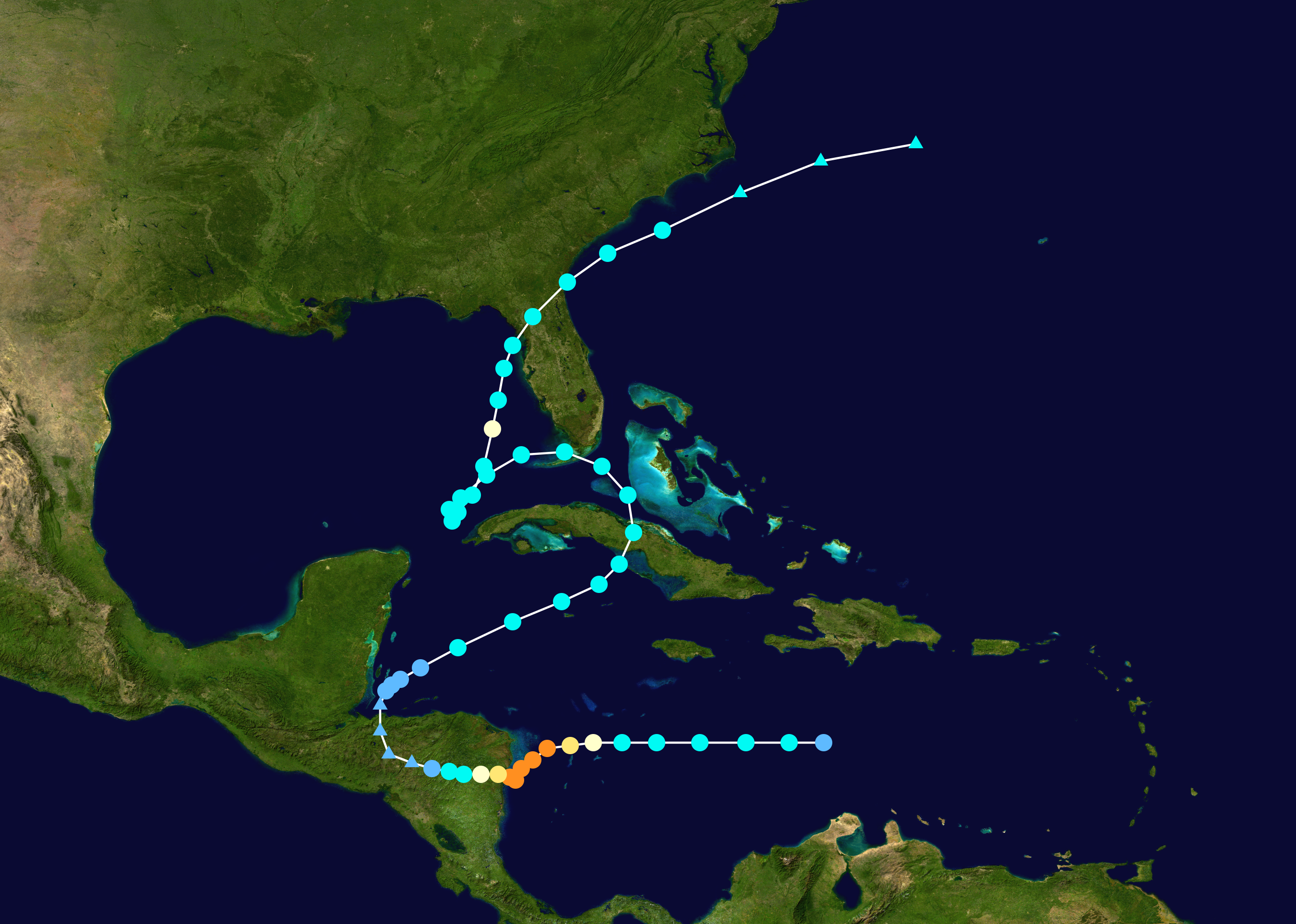
Mappa dell'intensità dell'uragano Eta lungo il suo percorso.

La mattina del 29 ottobre 2020, il National Hurricane Center ha iniziato a monitorare un'onda tropicale, in movimento sulle Piccole Antille, in vista di una possibile ciclogenesi tropicale nel mare dei Caraibi. Il 31 ottobre, mentre si trovava a sud delle Grandi Antille, la perturbazione è diventata sempre più organizzata e alle 21:00 UTC è stata classificata dal NHC come depressione tropicale ventinove. Poche ore più tardi, alle 03:00 UTC del 1º novembre, la depressione, localizzata 435 km a sud-est della Giamaica, si è intensificata a tempesta tropicale, ricevendo il nome Eta. Eta è diventata quindi la ventottesima tempesta stagionale più precoce di sempre, battendo il precedente record stabilito dalla tempesta tropicale Zeta nel dicembre 2005.
Nel corso del 1º novembre, la tempesta ha continuato a muoversi verso ovest ad una velocità di circa 24 km/h, in direzione di Honduras e Nicaragua, e alle 09:00 UTC del 2 novembre si è rafforzata ad uragano di categoria 1, con venti fino a 120 km/h. Ha quindi avuto inizio una fase di rapida intensificazione che ha portato Eta a diventare prima un uragano di categoria 2 alle 15:00 UTC, poi di categoria 3 alle 18:00 UTC e infine di categoria 4 alle 21:00 UTC. Nel frattempo, l'uragano ha sviluppato un piccolo occhio, chiaramente visibile dalle immagini satellitari e largo 18,5 km, e ha iniziato a rallentare, deviando verso ovest-sud-ovest. Alle 03:00 UTC del 3 novembre, un volo di ricognizione ha rilevato venti massimi sostenuti di 240 km/h e una pressione centrale minima di 927 mbar e alle 06:00 UTC la pressione centrale è ulteriormente diminuita fino a 923 mbar. Eta è quindi andato incontro a un ciclo di sostituzione dell'eyewall che l'ha leggermente indebolito poco prima dell'approdo in Nicaragua, avvenuto alle 21:00 UTC nei pressi di Puerto Cabezas con venti massimi di 225 km/h e una pressione centrale minima di 940 mbar.
Poco dopo l'approdo, l'interazione con il terreno ha iniziato ad indebolire Eta, che è stato declassato prima ad uragano di categoria 2 alle 00:00 UTC del 4 novembre, poi a tempesta tropicale alle 09:00 UTC e infine a depressione alle 00:00 UTC del 5 novembre. Nonostante fosse diventata estremamente disorganizzata, la depressione ha mantenuto un minimo di circolazione mentre si muoveva sopra l'Honduras e, dopo aver iniziato a deviare verso nord, alle 15:00 UTC del 6 novembre è ritornata sulle acque del mare dei Caraibi, con il centro situato appena al largo della costa del Belize. La mattina del 7 novembre la depressione ha iniziato ad accelerare verso nord-est, in direzione di Cuba, e alle 15:00 UTC si è rafforzata nuovamente a tempesta tropicale.

## Preparazione
Il 1º novembre, un allarme uragano è stato emesso per la costa tra il confine Honduras-Nicaragua e Sandy Bay Sirpi da parte del governo del Nicaragua, mentre un allarme tempesta per la costa tra Punta Patuca e il confine con il Nicaragua è stato emesso dal governo dell'Honduras. Il presidente del Nicaragua Daniel Ortega ha emanato un'allerta gialla per i dipartimenti di Jinotega e Nueva Segovia e per la Regione Autonoma della costa caraibica settentrionale (RACCN) il 31 ottobre, che il 2 novembre per la RACCN è stata trasformata in allerta rossa. In Honduras un'allerta rossa è stata dichiarata per i dipartimenti di Gracias a Dios, Colón, Atlántida, Islas de la Bahía e Olancho e un'allerta gialla per quelli di Santa Bárbara, Francisco Morazán, Comayagua, El Paraíso, Yoro e Cortés.

## Impatto

### Panama
Il 4 novembre, il Sistema Nacional de Protección Civil ha riportato che 200 abitazioni erano state danneggiate dalle piogge legate all'uragano Eta. Una frana di notevoli dimensioni ha interrotto l'autostrada che collega la provincia di Chiriquí con Bocas del Toro. Gli allagamenti hanno causato la morte di 17 persone nella provincia di Chiriquí, nella zona vicina al confine con la Costa Rica.

### Messico
In Messico, le piogge torrenziali legate all'uragano Eta hanno causato smottamenti e ingenti danni negli stati del Chiapas e del Tabasco, provocando almeno 21 vittime. Nel Chiapas le frane hanno causato la distruzione di oltre 2 000 abitazione nella regione di Los Altos e nella città di San Cristóbal de Las Casas diversi quartieri sono stati allagati dalla piena dei fiumi Amarillo e Fogótico. Nel Tabasco dieci fiumi sono straripati.